# Нарита (аэропорт)
Междунаро́дный аэропо́рт Нарита (яп. 成田国際空港 нарита кокусай ку:ко:, англ. Narita International Airport, IATA: NRT, ICAO: RJAA) — международный аэропорт, расположенный в городе Нарита (Префектура Тиба, Япония), в восточной части Большого Токио, в 75 км от центра города.
Через Нариту проходит бо́льшая часть международного пассажиропотока Японии. Кроме того, Нарита является транзитным аэропортом для пассажиров, следующих из стран Азии в Северную и Южную Америку и обратно. Аэропорт занимает второе место в Японии по пассажирообороту; по грузообороту — первое место в Японии и третье в мире. Нарита является главным международным узлом (хабом) авиакомпаний Japan Airlines и All Nippon Airways, а также хабом крупных американских авиакомпаний Delta Air Lines и United Airlines. По японским законам Нарита классифицируется как аэропорт первого класса.
Аэропорт также известен как Новый Токийский Международный Аэропорт (新東京国際空港 син то: кё: кокусай ку: ко:) с 2004 года. Хотя Токио — главный источник пассажиропотока аэропорта, аэропорт расположен довольно далеко от 23 основных районов Токио (1 час езды на скором поезде) и в соседней префектуре. Токийский Международный Аэропорт (Аэропорт Ханэда), расположенный в городской черте Токио, является самым загруженным пассажирским аэропортом Японии и пятым в мире по пассажирообороту, несмотря на то, что обслуживает в основном внутренние линии.

## История
Строительство и развитие аэропорта Нарита в японской истории по последствиям можно сравнить с ролью вьетнамской войны в истории США, так как оно привело к наиболее громкому и затяжному конфликту между японским правительством и японским населением. Этот конфликт был главной причиной последующего строительства аэропортов в Осаке и Нагое (Кансай и Тюбу соответственно) на значительном расстоянии от берега на искусственных островах, для избежания конфискации земель на густонаселённых территориях.

### Строительство
В начале 60-х годов XX века Токийский Международный Аэропорт (Аэропорт Ханэда) быстро стал перегруженным. Его местоположение в Токийском заливе сделало дальнейшее расширение трудным, поскольку для строительства дополнительных взлётно-посадочных полос и терминалов необходимо было искусственно создать большую площадь твёрдой поверхности в непосредственной близости от аэропорта. Впоследствии в Японии эту стратегию развития аэропортов использовали (например, при строительстве Международного аэропорта Кансай), но в середине XX века правительство считало, что такое строительство будет дорогостоящим и сложным, а также затруднит развитие токийского порта. Недостатком аэропорта Ханэда было также ограничение границ использования воздушного пространства из-за центрального расположения и близости к военной авиабазе США, и правительство опасалось, что воздушное пространство около аэропорта Ханэда может быть перегружено.
В 1962 году японское правительство начало изучать возможные альтернативы Ханэда, в результате было предложено строительство «Нового Международного Аэропорта Токио» для перенаправления международных рейсов Ханэды. Быстрое послевоенное развитие Токио привело к нехватке пригодной для строительства аэропорта земли в регионе Канто, в результате пригодный ровный участок был отведён в префектуре Тиба. Изначально архитекторы предложили построить аэропорт на месте деревни Томисато, однако аэропорт построили в 5 км к северу, на территории между деревнями Санридзука и Сибаяма, где находились земли, принадлежащие императорскому дому. Этот план развития был опубликован в 1966 году.
Takenaka Corporation строила первое здание терминала, строительство было закончено в 1972 году. Строительство первой взлётно-посадочной полосы заняло гораздо большее время из-за непрерывных стычек с протестующими, которые владели несколькими участками земли, необходимыми для завершения её строительства. Взлётно-посадочная полоса была достроена, и аэропорт должен был открыться 30 марта 1978 года. В связи с атакой протестующих, нанесшей значительный урон аэропорту, начало работы аэропорта было отложено на два месяца, до 20 мая 1978 года.

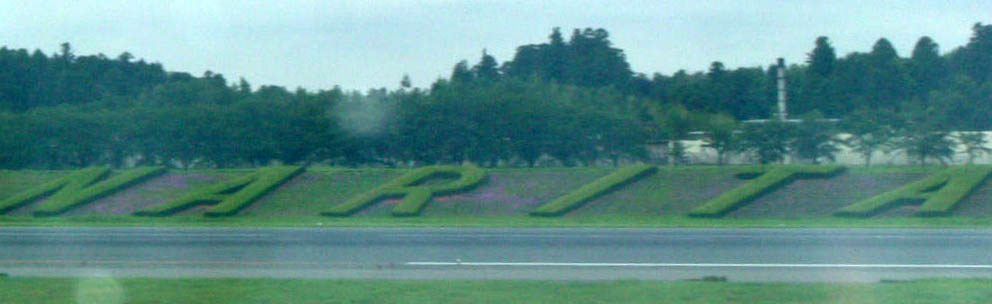
Стена безопасности с башнями чётко видны с самолёта, приземляющегося в аэропорту

JAL перевели все свои международные рейсы из Ханэды в Нариту; Northwest и Pan Am последовали их примеру. Pan Am продал своё тихоокеанское подразделение, включая хаб в Нарите, United Airlines в феврале 1986 года. ANA начали осуществлять международные рейсы из Нариты в Гуам в 1986 году и затем расширили своё присутствие в аэропорту, став в 1990-х годах перевозчиком № 2 в Нарите после JAL.

### Первоначальные планы развития
По первоначальному плану Новый Международный Аэропорт Токио должен был иметь три взлётно-посадочных полосы: две параллельных, расположенных с северо-запада на юго-восток полосы длиной 4000 м, и пересекающуюся направлением с северо-востока на юго-запад взлётно-посадочную полосу длиной 3200 м. После открытия аэропорта в 1978 году была открыта только одна из параллельных взлётно-посадочных полос; окончание строительства двух других было перенесено, чтобы избежать ухудшения весьма напряжённой ситуации вокруг аэропорта. Первоначальный план также предполагал строительство скоростной железной дороги, Нарита-синкансэн, которая должна была соединить аэропорт с центральным Токио, но этот проект был отменен в связи с недополучением властями частной земли.
26 ноября 1986 года руководство аэропорта приступило к реализации Стадии II, строительству новой взлётно-посадочной полосы к северу от главной. С целью избежания проблем, которые сопровождали первую стадию строительства аэропорта, министр транспорта в 1991 году пообещал, что развитие не будет производиться через конфискацию. Местные жители, оставшиеся на прилегающих территориях, стали получать компенсацию за увеличение шумового загрязнения, их дома были усовершенствованы и звукоизолированы, при этом некоторые крестьяне продолжали держать курятники прямо у начала новой взлётно-посадочной полосы. Эта полоса начала эксплуатироваться 18 апреля 2002 года, её открытие связано с началом Чемпионата мира по футболу, который проходил в Японии в этом году. Тем не менее её окончательная длина составила 2180 м, что меньше планируемой (2500 м), эта длина недостаточна для обслуживания Boeing 747. Стадия II также предусматривала строительство второго пассажирского терминала, сооружение которого завершилось 6 декабря 1992 года.
В конце 1980-х годов железнодорожный вокзал аэропорта Нарита был расположен довольно далеко от терминала, и пассажиры сталкивались с необходимостью длительной прогулки или автобусного переезда (за дополнительную оплату). Министр транспорта Синтаро Исихара, ставший губернатором Токио, добился, чтобы железнодорожные операторы JR и Keisei Railway соединили свои линии непосредственно с терминалами аэропорта и открыли подземную станцию, которая обеспечивала бы обслуживание поездов Синкансэн. Прямое следование поезда к Терминалу 1 началось 19 марта 1991 года, и старая станция аэропорта Нарита была переименована в Хигаси-Нарита.
В конце 1980-х Союз Санридзука-Сибаяма против аэропорта построил две стальных башни, 30,8 м и 62,3 м, блокируя на север путь подлёта к главной взлетно-посадочной полосе. В январе 1990 года Окружной суд Тибы приказал демонтировать башни без компенсаций; Верховный Суд Японии в 1993 году поддержал это решение как конституционное.

### Современное состояние

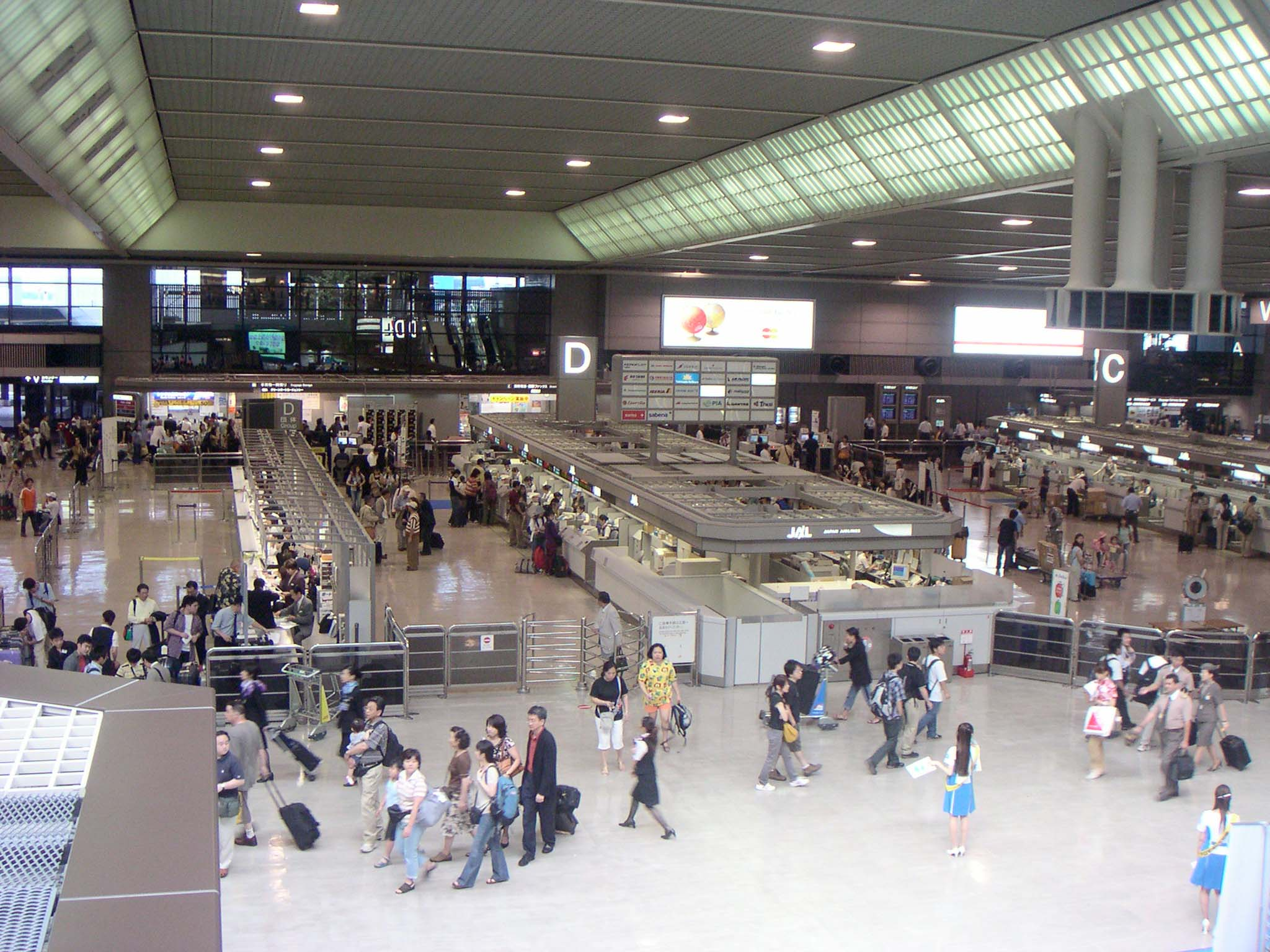
Третий этаж Терминала 2

1 апреля 2004 года Новый Международный Аэропорт Токио был приватизирован и получил новое название Международный Аэропорт Нарита, которое отражало его популярное название со времени его открытия. После приватизации аэропорт достиг рекордной загрузки, ряд объектов продолжает строиться.
В дополнение к продолжающимся политическим спорам, накал которых уменьшился в эти годы, споры о слотах и аэропортовых сборах терзали загруженный аэропорт. Поскольку многие авиакомпании хотели пользоваться аэропортом Нарита, японские авиационные власти ограничили количество рейсов, которые каждая из авиакомпаний может совершать из этого аэропорта, сделав аэропорт дорогим для всех авиакомпаний и их пассажиров.
Одной из причин постоянной критики аэропорта является его расстояние до центрального Токио — час езды самым быстрым поездом и зачастую более долгое время автотранспортом из-за пробок. Для жителей и бизнесменов западного Токио и префектуры Канагава, от которых Токийский международный Аэропорт (Аэропорт Ханэда) находится на гораздо более близком расстоянии, дорога в Нарита ещё более неудобна. Новый скоростной экспресс был запущен в 2010 году, что облегчило проблему в некоторой степени, экономя 20 минут от времени путешествия. Строительство скоростной дороги в обход Токио также сократило время дороги к аэропорту из Префектуры Канагава.
Несколько гейтов в Нарита переоборудованы двухэтажным телетрапом для обслуживания Airbus A380.
Несмотря на то, что Министерство земли, инфраструктуры и транспорта дало аэропорту Нарита монополию на международное воздушное сообщение с Токио, эта монополия постепенно слабела. Некоторое время аэропорт Ханэда обслуживал ограниченное количество международных рейсов — от рейсов на Тайвань до, позднее, рейсов в Международный Аэропорт Гимпо в Сеул. Строительством взлетно-посадочной полосы D в Ханэде в 2009 году правительство стремится передать другие международные рейсы в Ханэду, чтобы уменьшить нагрузку на Нариту. Министерство транспорта продолжает исследовать возможность строительства нового аэропорта на искусственном острове в Токийском заливе или рядом с побережьем Кюдзюкюри в префектуре Тиба. Бывший губернатор Токио Синтаро Исихара предложил перестроить авиабазу Ёкота в западном Токио в гражданский аэропорт.
Аэропорт Хякири (Аэропорт Ибараки), открытый 11-го марта 2010 года, сократил трафик внутренних пассажиров из префектур Ибараки, Тотиги и потенциально Гумма. Технически взлетно-посадочная полоса здесь подходит для больших самолётов. Аэропорт Сидзуоки, открытый в июне 2009 года, может принимать пассажиров района Нумадзу — Фудзи, которые сегодня прилетают в Нарита.
Продолжают рассматриваться планы расширения второй взлетно-посадочной полосы до 2500 м, кроме того, требуется усовершенствование рулёжной дорожки. Планы развития учитывают строительство третьей взлетно-посадочной полосы — длиной 3200 м и шириной 60 м, — которое ранее было заморожено.

## Терминалы и авиакомпании
В аэропорту Нарита функционирует два самостоятельных терминала с отдельными подземными вокзалами. Связь между терминалами — пригородные автобусы (автобусы доступны и внутри и снаружи зоны безопасности) и поезд; пешеходного сообщения нет.

### Терминал 1

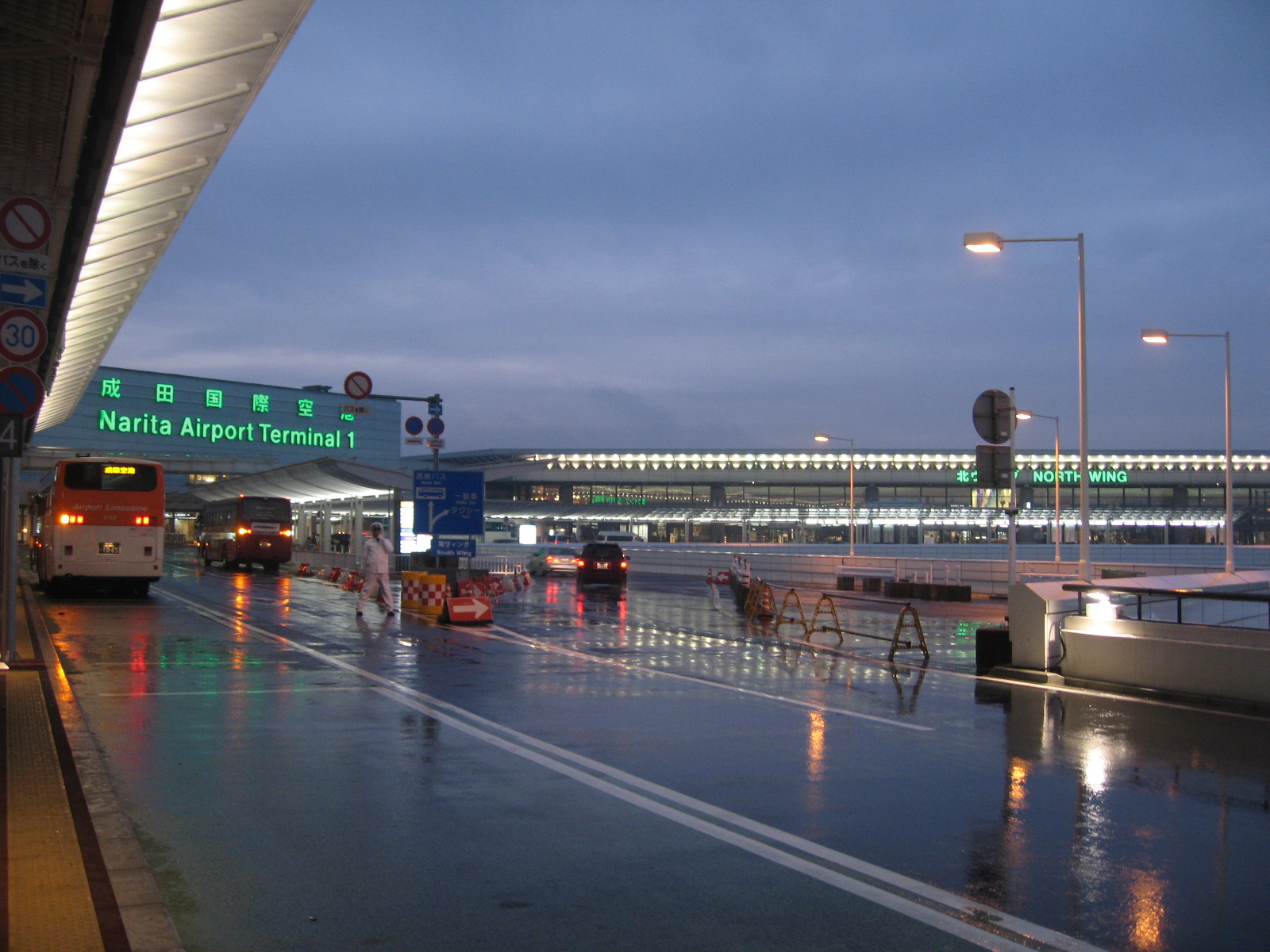
Вид из Терминала 1 на Центральное Здание и Северное Крыло.

Решение Терминала 1 выполнено в виде сателлитов. Терминал разделен на Северное Крыло (кита-уингу), Центральное Здание (тюо-биру), и Южное Крыло (минами-уингу). Два круглых сателлита, Сателлиты1 (гейты 11-18) и 2 (гейты 21-24), связаны с Северным Крылом, Сателлит 3 (гейты 26-38) — зал, связанный с Центральным Зданием, и Сателлит 4 (гейты 41-47) расположенный в дальнем конце Сателлита 3.
Регистрация проходит на четвёртом этаже, и залы ожидания и иммиграционный контроль находятся на третьем этаже. Прибывающие пассажиры приходят иммиграционный контроль на втором этаже, затем проходят таможенный контроль на первом этаже. Большая часть магазинов и ресторанов расположены на четвёртом этаже Центрального Здания. Южное Крыло включает торговый ряд магазинов дюти-фри, названный «Narita Nakamise», это самая большая зона беспошлинной торговли в аэропортах Японии.

#### Северное крыло
Северное Крыло используется в большей мере авиакомпаниями альянса SkyTeam
- Аэрофлот
- Aeroméxico
- Aircalin
- Air France
- British Airways
- Delta Air Lines
- KLM
- Korean Air
- Virgin Atlantic Airways

#### Южное крыло

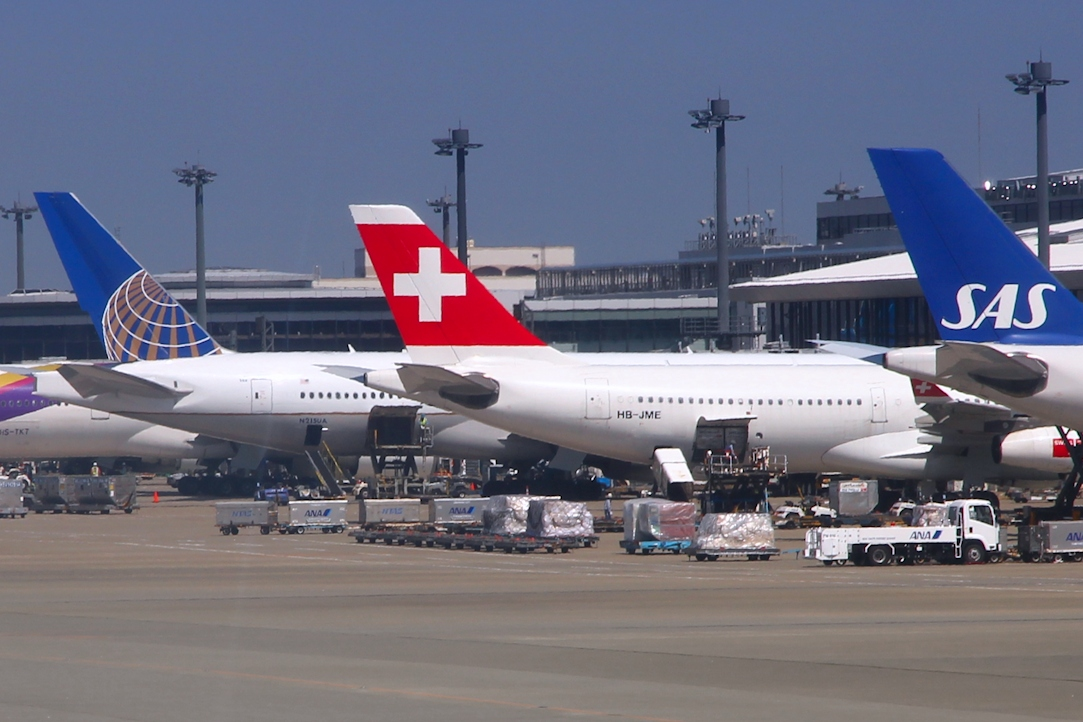
SAS Scandinavian Airlines, Swiss Air Lines, United Airlines

Южное Крыло и Сателлит 5, открытый в июне 2006 года как терминал для Star Alliance (кроме Air China и Air New Zealand, которые в настоящее время используют Терминал 2). В Южном Крыле находится семь магазинов, его первый этаж предназначен для обслуживания внутренних полетов авиакомпанией ANA. 
- Air Canada
- All Nippon Airways
  - Air Central
  - Air Japan
  - Ibex Airlines
- Asiana Airlines
- Austrian Airlines
- EVA Air
- Lufthansa
- MIAT Mongolian Airlines
- Scandinavian Airlines System
- SCAT Airlines
- Singapore Airlines
- Swiss International Air Lines
- Thai Airways International
- Turkish Airlines
- United Airlines
- Uzbekistan Airways

### Терминал 2

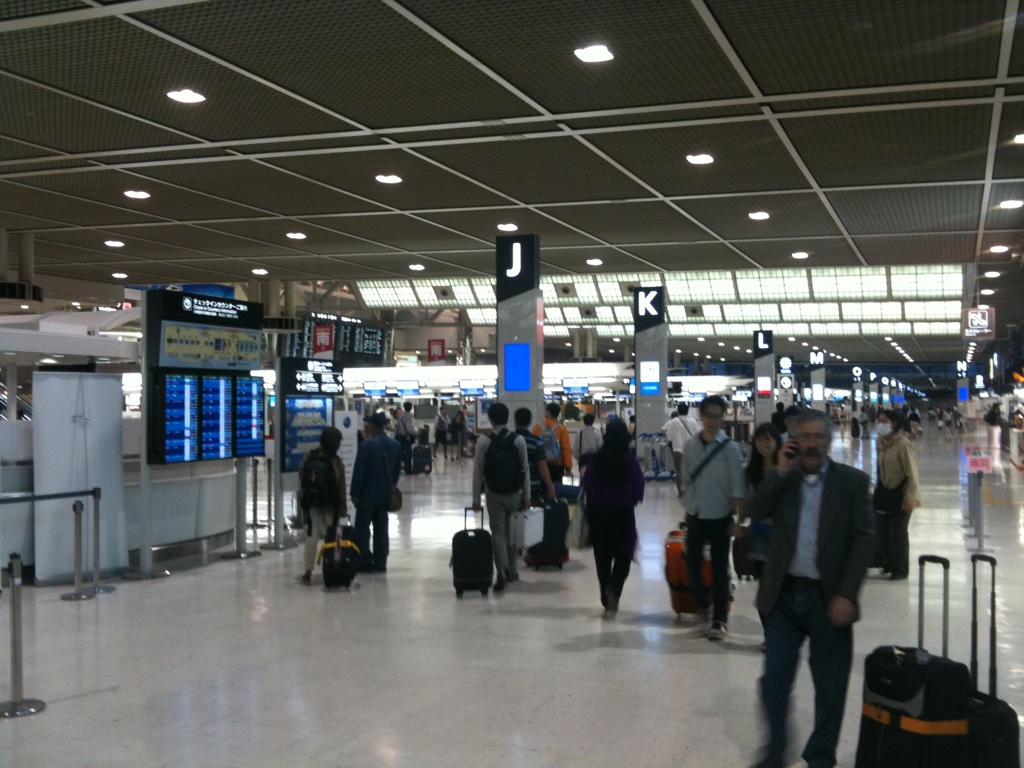
Терминал 2

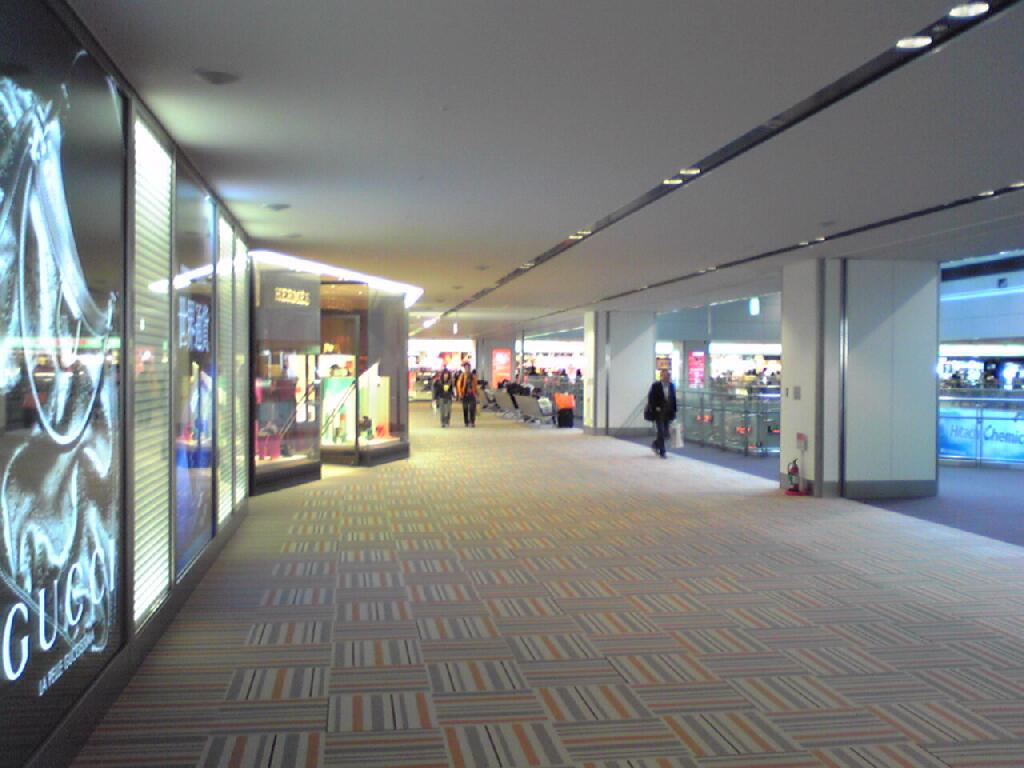
Терминал 2

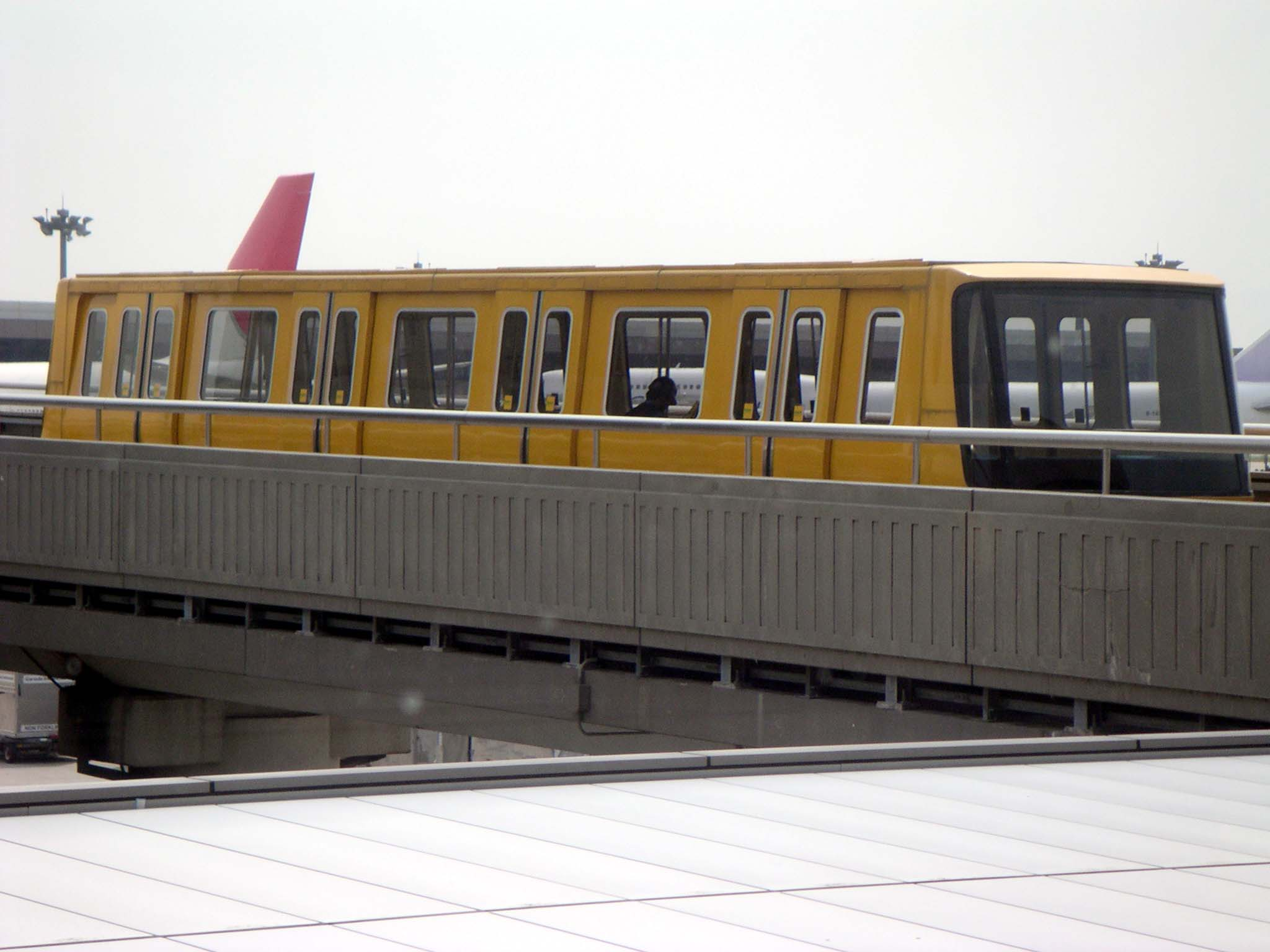
Шаттл для транспортировки пассажиров из Терминала 2

Терминал 2 разделен на главное здание («honkan») и сателлит, которые построены вокруг залов с гейтами. Терминалы связаны шаттлом, разработанным Japan Otis Elevator и был первым транспортным средством такого рода в Японии.
Регистрация, залы вылета и иммиграционный контроль прибывающих пассажиров находятся на втором этаже, багажные транспортёры и таможня — на первом.
Три гейта для внутренних рейсов (65, 66, и 67) в главном здании соединены с главным залом вылета и отдельными стойками регистрации для внутренних рейсов. Пассажиры, следующие транзитом с внутренних рейсов на международные, должны выйти из гейтов, перейти в другую зону регистрации и там сдать багаж на новый рейс.
Japan Airlines в настоящее время является главным оператором в Терминале 2; несколько авиакомпаний Oneworld, которые обычно обслуживались в Терминале 1 (кроме British Airways), перевели операции в Терминал 2 в начале 2007 года, чтобы сделать проще транзит пассажиров с и на рейсы своего партнёра Japan Airlines.
- Air China
- Air India
- Air New Zealand
- Air Niugini
- Air Pacific
- Air Tahiti Nui
- American Airlines
- Cathay Pacific
- China Airlines
- China Eastern Airlines
- China Southern Airlines
- EgyptAir
- Emirates
- Finnair
- Garuda Indonesia
- Iran Air
- Japan Airlines
  - J-Air
  - JAL Express
  - Japan Asia Airways
- Malaysia Airlines
- Mahan Air
- Pakistan International Airlines
- Philippine Airlines
- Qantas
- SAT Airlines
- SriLankan Airlines
- S7 Airlines
- Vietnam Airlines
- Viva Macau

### Грузовые авиакомпании
- AirBridgeCargo Airlines
- Air Hong Kong
- ANA & JP Express
- FedEx Express
- Lufthansa Cargo
- Nippon Cargo Airlines
- Polar Air Cargo
- Singapore Airlines Cargo
- United Parcel Service

### Вертолёт
Narita Heli Express предлагает чартерные рейсы между Нарита и вертолётными площадками Токио, Сайтама-Кавадзима и Гумма, вертолётная площадка в Нарита связана с терминалами шаттлом. Стоимость около 105 000 иен (вертолет на шесть человек).

## Наземный транспорт

### Железная дорога
Первоначально планировалось, что аэропорт соединит с городом Нарита-синкансэн, строительство которого началось в 1974 году, однако проблемы с конфискацией земель коснулись и новой железнодорожной линии, строительство которой было официально прекращено в 1987 году. Прямое железнодорожное сообщение аэропорта с городом осуществляется по обычным железнодорожным путям, которые были проложены ранее и после были усовершенствованы и продлены. В результате железнодорожное сообщение открылось только в 1990 году, через 12 лет после открытия аэропорта.

Схема железнодорожных маршрутов Нарита — Токио

В настоящее время аэропорт Нарита использует две железнодорожные системы двух операторов, Keisei Electric Railway и JR East. Поезда в аэропорту останавливаются на станциях Аэропорт Нарита (成田空港駅 нарита ку: ко: эки) у Терминала 1 и Второй терминал аэропорта Нарита (空港第２ビル駅 ку: ко: дай ни биру эки) у Терминала 2. Кроме того, по договорённости с Keisei, один из двух операторов токийского метрополитена, Toei Subway, обеспечивает сквозные рейсы, соединяющие линию Асакуса с линией Кэйсэй вплоть до самого аэропорта. Также по этой линии проходят сквозные рейсы до линии Кэйкю, соединяющие Нариту с аэропортом Ханэда.

#### JR East

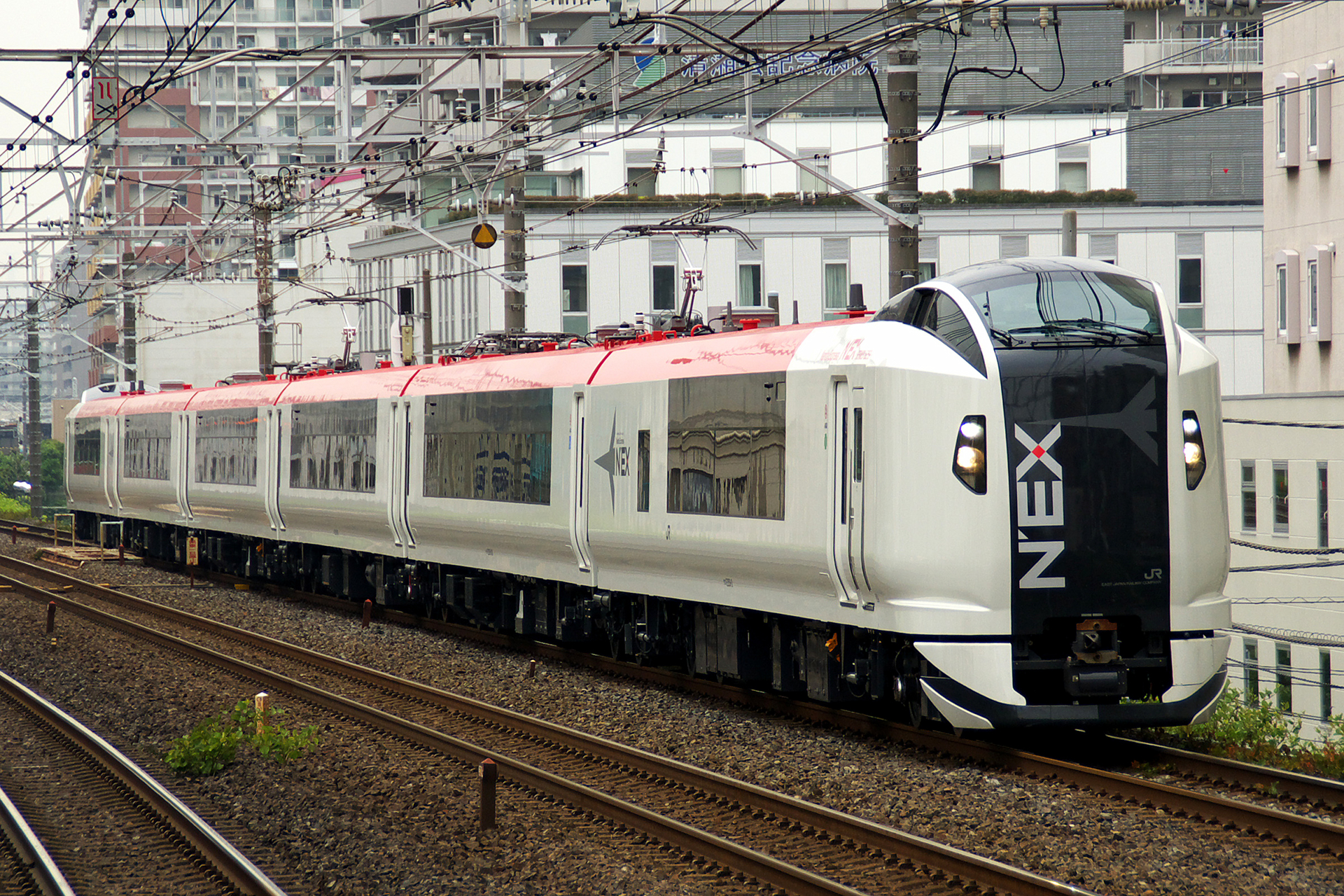
поезд Narita Express

Самое дорогое железнодорожное сообщение между аэропортом и Токио — Narita Express: на середину 2017 года стоимость поездки до токийского вокзала составляет 3020 иен, а до узловых станций линии Яманоте, окружающей центральный Токио, — 3180 иен, что примерно на 40 % дороже конкурирующего экспресса Keisei Skyliner и втрое — более доступных автобусных маршрутов. Время поездки между аэропортом и станцией Токио в Тиёда, варьируется от 53 до 70 минут в зависимости от времени отправления. Все поезда Narita Express останавливаются у обоих терминалов и на станции Токио. Некоторые поезда также делают дополнительные остановки между аэропортом и Токио — в Нарита или в Тиба.
После станции (при следовании из Нарита) есть два дальнейших направления движения поезда. Первое направление — Линия Йокосука в префектуру Канагава с остановками в Иокогаме (90 минут) и Камакуре (110 минут) и Линия Яманотэ в Синдзюку и Сибуя (80 минут). Второе направление — Линия Тюо, идущая в Токио с остановками в Татикава (105 минут), Хатиодзи (115 минут) до станции Такао в Хатиодзи (2 часа), или Линия Сайкё до Сайтама в префектуре Сайтама (2 часа 15 минут). Возможность достичь большинства крупных узловых станций в пределах Токио без пересадок обеспечивает популярность сервиса несмотря на относительную дороговизну — более быстрый и дешёвый Skyliner удобен лишь направляющимся на северо-восток Токио в район Уэно, и требует пересадок, чтобы добраться до других частей города.
Все места на поездах Narita Express сидячие, бронируются при покупке, места указаны на билетах. Билеты можно купить у агентов в зале прибытия в обоих терминалах, а также в торговых автоматах. Вплоть до 2013 года прилетающим в аэропорт иностранцам по предъявлении паспорта предоставлялась скидка в 50 %. В настоящее время эта скидка отменена, однако для пассажиров, поездка которых умещается в двухнедельный интервал, доступен льготный билет в обе стороны, стоимостью 4000 иен независимо от маршрута.

#### Keisei

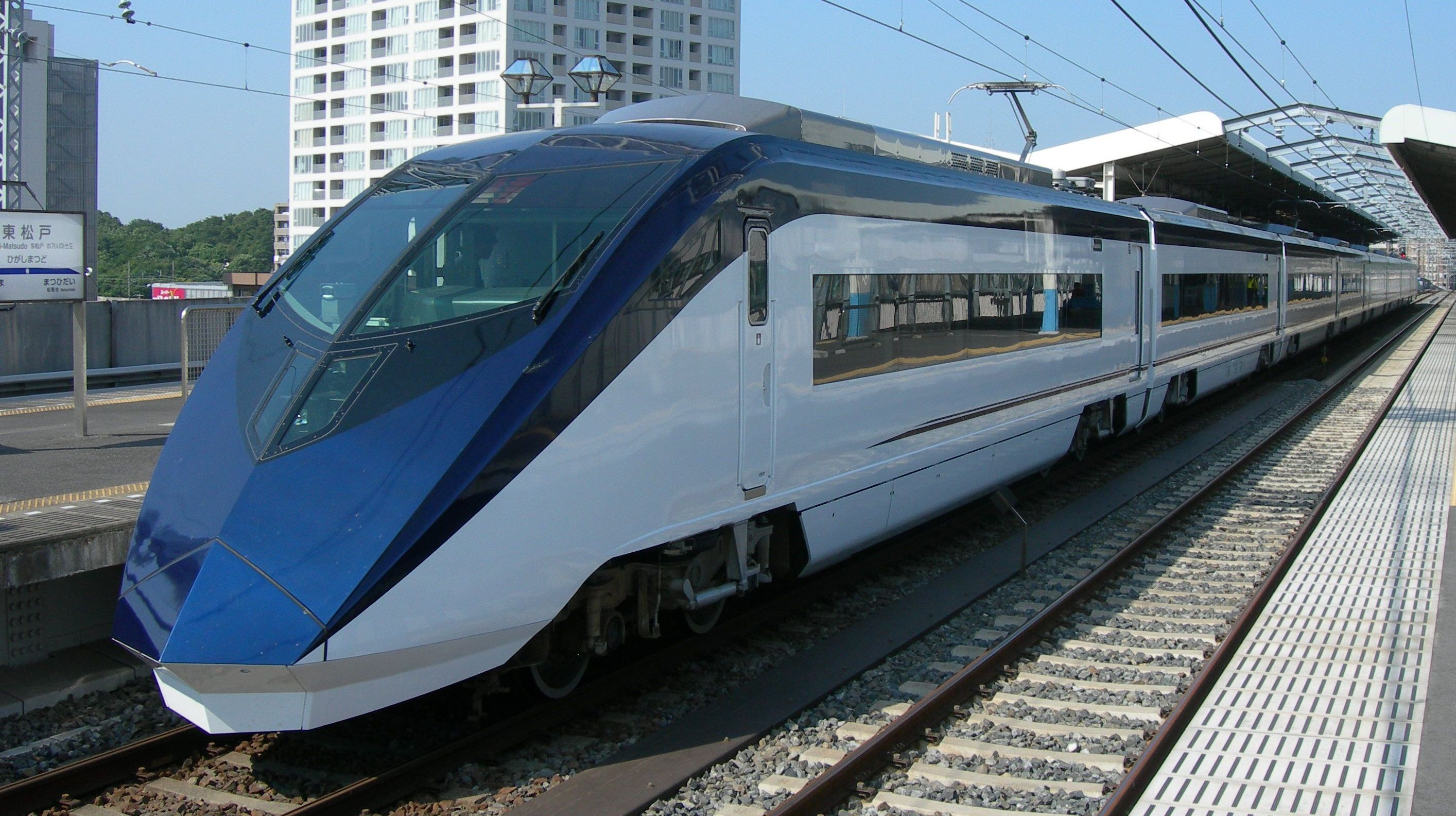
Поезд Skyliner

Экспресс Skyliner оператора Keisei следует до станции Ниппори за 51 минут и Кэйсэй-Уэно за 56 минут. Поездка между Нарита и Ниппори занимает самое короткое время по сравнению с другими видами транспорта между аэропортом и центральным Токио. Однако для пассажиров которые следуют на юг Токио или до станции Токио быстрее ехать на Narita Express, чем на Skyliner с пересадкой. Цена Skyliner от Нарита до станции Кэйсэй-Уэно — 1920 иен.
Как и на Narita Express, все сидячие места на Skyliner бронируются, места указываются на билете. Для удобства пассажиров все кресла на конечных станциях автоматически разворачиваются на 180 градусов в сторону движения. Как и в поездах Narita Express, в тамбурах вагонов предусмотрены особые полки для крупногабаритного багажа.
Проезд в обычных поездах Кэйсэй стоит приблизительно вдвое меньше, чем на Skyliner, и это самый дешевый вид железнодорожного транспорта из аэропорта, но эти поезда делают много остановок, медленны и часто переполнены. Кроме того, подвижной состав этих поездов выполнен по обычным стандартам японских городских и пригородных электропоездов, больше напоминающих вагоны метро, и не предусматривает мест для багажа, что делает их неудобными для многих пассажиров.
Keisei также предлагает маршруты из Нарита в аэропорт Ханэда. Ежедневно следует от 6 до 8 поездов между аэропортами, время следования которых 2 часа.
Поезда Airport Rapid Limited (エアポート快特), которые делают остановки на линиях Асакуса и Кэйкю, обозначаются иконкой с изображением самолёта.
Keisei и поезда Shibayama Railway также следуют на станцию Хигаси-Нарита, расположенную между двумя терминалами, однако эта станция полезна только для тех, кто следует в Сибаяма.

### Автобус
Существует регулярное автобусное сообщение с региональными транспортными центрами, хотя поездка на автобусе длится дольше, чем на поезде, из-за пробок. Плата за проезд составляет от 3000 иен в центральный Токио до 4000 иен для дальних окраин. Операторы:
- Airport Limousine — к городским центральным станциям, и крупнейшим отелям.
- Keisei Bus к пригородным станциям.
- Chiba Kotsu к Сайтама, Яманаси и Фукусиме.

Существует также ночной автобус к Киото и Осаке (Chiba Kotsu), переезд занимает около 12 часов и стоит 9000 — 10 000 иен.

### Такси
В аэропорту работает служба такси, хотя обычно услуги такси дороги для пассажиров из-за большого расстояния от аэропорта до города. Плата за проезд базируется на зональной системе; поездки в центральный Токио стоят от 14 000 до 20 000 иен (без доплат за скорость и часы пик).

## Показатели деятельности

### Пассажиропоток

#### Внутренние рейсы
- 1980 год - 0,603 млн. пассажиров;
- 1990 год - 0,931 млн. пассажиров;
- 2000 год - 0,790 млн. пассажиров;
- 2010 год - 1,652 млн. пассажиров;
- 2019 год - 7,642 млн. пассажиров;
- 2020 год - 3,220 млн. пассажиров;
- 2021 год - 3,350 млн. пассажиров;
- 2022 год - 6,381 млн. пассажиров;
- 2023 год - 7,658 млн. пассажиров.[2]

#### Международные рейсы
- 1980 год - 8,531 млн. пассажиров;
- 1990 год - 23,128 млн. пассажиров;
- 2000 год - 29,175 млн. пассажиров;
- 2010 год - 32,216 млн. пассажиров;
- 2019 год - 36,701 млн. пассажиров;
- 2020 год - 7,265 млн. пассажиров;
- 2021 год - 1,893 млн. пассажиров;
- 2022 год - 9,034 млн. пассажиров;
- 2023 год - 25,047 млн. пассажиров.[2]

## Проблемы

### Движение землевладельцев
В середине 20 века социалистическое движение не было значительной политической силой в Японии, однако постепенно набирало влияние со времени масштабных студенческих волнений в Токио в 1960 году. Среди местных жителей, которые в этой области жили много лет и не хотели оставлять свою землю, часть «новых левых», противников строительства аэропорта Нарита, таких как Тюкаку-ха, распространяли информацию о том, что аэропорт якобы будет служить базой американских военных самолётов в случае войны с СССР. В конце 1960-х группа местных жителей объединилась со студенческими активистами и левыми политическими партиями, сформировав популярную группу сопротивления, известную как Союз Санридзука-Сибаяма против аэропорта (яп. 三里塚・芝山連合空港反対同盟 санридзука сибаяма рэнго ку:ко: хантай до:мэй), который использовал пропаганду, судебные обращения и фактически партизанскую тактику войны против планов развития правительства.

#### На этапе строительства

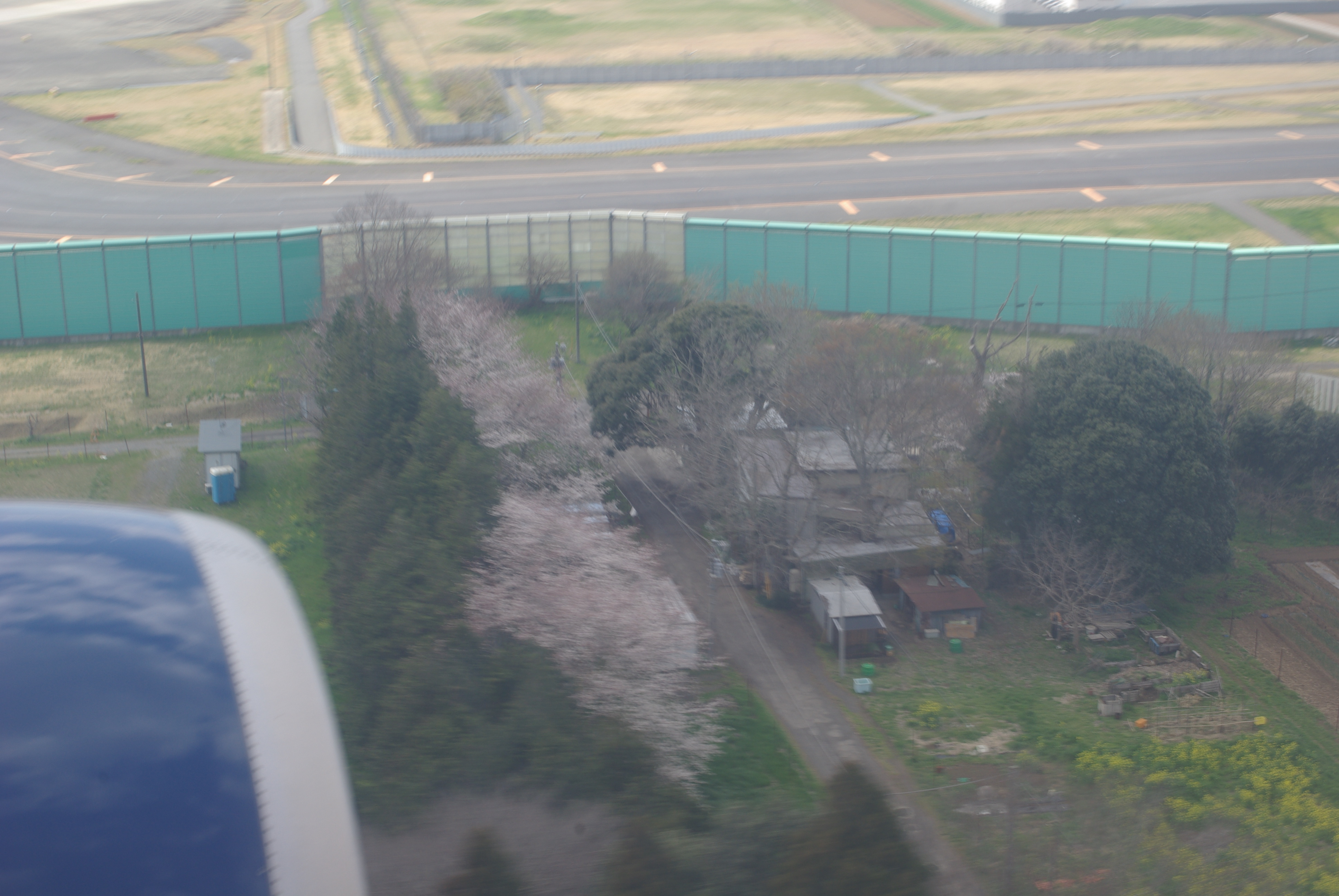
Деревенский дом, оставшийся под глиссадой, вид из самолёта (2019)

Механизм принудительного выкупа редко использовался в Японии до этого момента. Традиционно японское правительство предлагало переезд домовладельцев в другие регионы с конфискуемых земель, но в этот раз законом была предусмотрена оценка земли с последующей денежной компенсацией. Дело в том, что некоторые местные жители угрожали поджигать новые дома всех тех, кто согласится на добровольную смену места жительства, и население боялось террора.
По плану 1966 года, аэропорт должен был быть построен к 1971 году, но из-за продолжающихся проблем с переселением не вся земля для аэропорта была доступна к этому времени. Наконец, в 1971 году японские власти начали насильственную экспроприацию земли. 291 протестующих были арестованы, более 1000 полицейских, местных жителей и студентов пострадали во время массовых беспорядков, самые мощные из которых прошли 16 сентября 1971 года, когда трое полицейских были убиты. Некоторые протестующие приковали себя к своим домам и отказывались уезжать.
Аэропорт должен был открыться 30 марта 1978 года, но открытие было сорвано. 26 марта 1978 года группа, вооружённая коктейлем Молотова, въехала в аэропорт на горящем автомобиле и врезалась в командно-диспетчерский пункт, разрушив значительную часть его оборудования. В связи с этим начало работы аэропорта было отложено на два месяца, до 20 мая 1978 года.

##### Во время эксплуатации
Крупные выступления против аэропорта, организованные левыми боевиками организации, известной как Тюкаку-ха, имели место в 1985 году.
После открытия в аэропорту применялись беспрецедентные в Японии меры безопасности. Лётное поле было окружено непрозрачным металлическим ограждением и усилено башнями охраны, в которых находились полицейские. Пассажиры, прибывающие в аэропорт, должны были проходить проверку документов и досмотр багажа до того, как войти в терминал (и эта практика существует до сих пор), чтобы полицейские могли задерживать активистов движения против аэропорта и террористов на самом раннем этапе. Всеобщая проверка документов и выборочный досмотр при доступе в аэропорт были отменены весной 2015 года. С 2023 года на внутренних рейсах в аэропорту не проводится паспортный контроль. 
Экологические мероприятия существенно увеличили стоимость строительства аэропорта. В частности, около 40 миллиардов иен ушло на защиту от шумов и 20 — на электромагнитную защиту. Со времени открытия аэропорта на компенсацию за его воздействие на экологию было потрачено около 320 миллиардов иен.
В период с 1966 по 2023 годы в результате столкновений погибли не менее 12 человек.

### Животные
В 2021 году на ВПП многократно фиксировались не эндемичные красноухие черепахи. Способ проникновения животных на территорию аэропорта установлен не был. В качестве профилактики последующих происшествий в окружающих аэропорт водоемах были установлены ловушки.

### Авиакатастрофы

#### Теракты
- 1985: 22 июня часть багажа рейса авиакомпании Air India взорвалась при транспортировке, два носильщика погибли на месте. Багаж прибыл из Ванкувера. Через 55 минут другая часть багажа, также следующая из Ванкувера на самолёте авиакомпании Air India, взорвалась в воздухе, убив всех на борту.
- 1994: 11 декабря взорвалась бомба на самолёте авиакомпании Philippine Airlines, следовавшем в Нарита, один пассажир погиб. Самолёт совершил экстренную посадку на Окинаве. Впоследствии власти раскрыли масштабную террористическую операцию, целью которой были лайнеры, следующие из Азии в США — План «Божинка»[англ.].

##### Угрозы
В начале 2022 года аэропорт столкнулся с многочисленными случаями телефонного терроризма, исходивших из Германии.

#### Пожар
- 2009: 23 марта транспортный самолёт американской почтовой службы FedEx загорелся при посадке. Оба пилота погибли.